# Левкович, Амация
Ама́ция Ле́вкович (ивр. אמציה לבקוביץ'‎; 27 декабря 1937, Тель-Авив — 4 ноября 2021) — израильский футболист и тренер.

## Биография
В качестве футболиста всю свою карьеру провел в одном клубе — «Хапоэль» (Тель-Авив). На протяжении восьми лет вызывался в сборную Израиля, с которой в 1964 году он побеждал на домашнем Кубке Азии. Дважды подряд признавался футболистом года в Израиле.
После окончания карьеры перешел на тренерскую работу. Амация Левкович возглавлял ведущие клубы страны. В течение долгого времени он работал со сборной Сьерра-Леоне.
Скончался 4 ноября 2021 года на 84-м году жизни.

## Достижения

### Международные
- Обладатель Кубка Азии (1): 1964.
- Серебряный призер Кубка Азии (1): 1960.
- Победитель Азиатского клубного чемпионата (1): 1967.

### Национальные
- Чемпион Израиля (3): 1956/57, 1965/66, 1968/69.
- Обладатель Кубка Израиля (1): 1960/61.
- Обладатель Суперкубка Израиля (3): 1957, 1966, 1969.

### Индивидуальные
- Футболист года в Израиле (2): 1960, 1961.

### Тренерские
- Чемпион Израиля (3): 1974/75, 1975/76, 1988/89.
- Обладатель Кубка Израиля (1): 1972/73.
- Обладатель Суперкубка Израиля (2): 1975, 1989.